# NGC 4027
NGC 4027 é uma galáxia espiral barrada (SBd) localizada na direcção da constelação de Corvus. Possui uma declinação de -19° 15' 57" e uma ascensão recta de 11 horas, 59 minutos e 30,5 segundos.
A galáxia NGC 4027 foi descoberta em 7 de Fevereiro de 1785 por William Herschel.